# Salvatore Di Gennaro
Salvatore Di Gennaro (Catania, 20 giugno 1912 – ...) è stato un calciatore italiano, di ruolo centrocampista.

## Carriera
Debutta in Serie B nella stagione 1932-1933 con il Messina, disputando quattro campionati cadetti per un totale di 73 presenze.